# Wild Oats (película)
Wild Oats (titulada Como reinas en español) es una comedia estadounidense dirigida por Andy Tennant y escrita por Gary Kanew y Claudia Myers. En el elenco principal están Demi Moore, Jessica Lange, Shirley MacLaine y Billy Connolly. La película se estrenó en el canal de televisión Lifetime el 22 de agosto de 2016.

## Sinopsis
Cuando una profesora de instituto retirada, Eva (Shirley McLaine), pierde a su marido, por error recibe un cheque de su seguro de vida, por valor de 5 millones de dólares en lugar de los $50.000 que deberían haber sido. Junto con su mejor amiga, Maddie (Jessica Lange), cuyo marido justo la había dejado por una mujer más joven, se convencen para ir a Gran Canaria y tener el viaje de su vida, aunque acabarán convirtiéndose en fugitivas de la justicia y en la sensación de los medios de comunicación.

## Reparto
- Shirley MacLaine como Eva[1]
- Jessica Lange como Maddie[2]
- Demi Moore como Cristal[3]
- Billy Connolly como Chandler[4]
- Santiago Segura como Carlos
- Eileen Grubba como Señora Krims
- Matt Walsh como Forbes[5]
- Stephanie Beacham como Tammy
- Howard Hesseman como Vespucci
- Rebecca Da Costa como Flavia
- Toni Acosta como supervisora
- Mario de la Rosa como Antonio
- Antonio Ibáñez como Paco

## Producción
El 12 de abril de 2012, Dimensión Films adquirió la película, Howard Deutch estuvo puesto para dirigir la película con Shirley MacLaine, Jacki Tejedor y Alan Arkin. El 17 de mayo de 2012, Jack Black reunió el reparto, pero más tarde lo abandonó. El 17 de octubre de 2013, Andy Tennant se presentó para dirigir la película. El 9 de mayo de 2014, Jessica Lange y Sarah Jessica Parker entraron en el reparto. El 11 de junio de 2014, Demi Moore reemplazó a Sarah Jessica Parker después de que ésta abandonara el puesto . El 21 de junio del 2014, Matt Walsh entró en el reparto de la película.

### Rodaje
El rodaje de la película, comenzó el 10 de junio del 2014, en la isla de Gran Canaria, situada en el archipiélago de las Islas Canarias (España), y finalizó el 15 de junio del 2014.

## Estreno
La película fue estrenada en Lifetime el 22 de agosto del 2016. La película se publicó en un lanzamiento limitado el 16 de septiembre del mismo año.